# Podocinella
Podocinella es un género de ácaros perteneciente a la familia Podocinidae.

## Especies
- Podocinella Evans & Hyatt, 1958

- Podocinella meghalayaensis Bhattacharyya, 1994
- Podocinella plumosa Evans & Hyatt, 1958